# Височанська сільська рада (Борзнянський район)
Височа́нська сільська́ ра́да — колишня адміністративно-територіальна одиниця та орган місцевого самоврядування в Борзнянському районі Чернігівської області. Адміністративний центр — село Високе.

## Загальні відомості
- Територія ради: 82,81 км²
- Населення ради: 2 220 осіб (станом на 2001 рік)

Височанська сільська рада зареєстрована 1918 року. Стала однією з 26-ти сільських рад Борзнянського району і одна з 16-ти, яка складається більше, ніж з одного населеного пункту.

## Населені пункти
Сільській раді були підпорядковані населені пункти:
- с. Високе (1426 осіб)
- с. Галайбине (541 особа)
- с. Купченків (68 осіб)
- с. Маличина Гребля (185 осіб)

## Керівний склад
| Прізвище, ім'я, по батькові  | Основні відомості                                                 | Дата обрання | Дата звільнення |
| ---------------------------- | ----------------------------------------------------------------- | ------------ | --------------- |
| Коропатник Микола Михайлович | Сільський голова, 1953 року народження, освіта вища, безпартійний | 26.03.2006   | 31.10.2010      |
| Коропатник Микола Михайлович | Сільський голова, 1953 року народження, освіта вища, безпартійний | 31.10.2010   |                 |

Примітка: таблиця складена за даними сайту Верховної Ради України

### Депутати
За результатами місцевих виборів 2010 року депутатами ради стали:

#### За суб'єктами висування
| Суб'єкт висування                                       | Кількість обраних депутатів | %    |
| ------------------------------------------------------- | --------------------------- | ---- |
| Партія регіонів                                         | 6                           | 37,5 |
| Народна партія                                          | 4                           | 25   |
| Політична партія Всеукраїнське об'єднання «Батьківщина» | 3                           | 18,8 |
| Комуністична партія України                             | 1                           | 6,3  |
| Політична партія «Наша Україна»                         | 1                           | 6,3  |
| Політична партія «Сильна Україна»                       | 1                           | 6,3  |

#### За округами
| № округу                                                | Прізвище, ім'я, по батькові     | Дата визнання обраним | Освіта  | Партійна приналежність                        | Відомості про обраного депутата                      |
| ------------------------------------------------------- | ------------------------------- | --------------------- | ------- | --------------------------------------------- | ---------------------------------------------------- |
| Комуністична партія України                             |                                 |                       |         |                                               |                                                      |
| 1                                                       | Купченко Ольга Василівна        | 01.11.2010            | вища    | член Комуністичної партії України             | тимчасово не працює                                  |
| Народна Партія                                          |                                 |                       |         |                                               |                                                      |
| 4                                                       | Щиголь Лідія Іванівна           | 01.11.2010            | вища    | позапартійна                                  | СТОВ «Галайбинське», кладовщик                       |
| 5                                                       | Прощенко Василь Іванович        | 01.11.2010            | середня | позапартійний                                 | тимчасово не працює                                  |
| 11                                                      | Коваль Валентина Миколаївна     | 01.11.2010            | вища    | член Народної партії                          | Височанська сільська рада, секретар                  |
| 16                                                      | Коропатник Петро Олександрович  | 01.11.2010            | вища    | член Народної партії                          | комунальне підприємство, директор                    |
| Партія регіонів                                         |                                 |                       |         |                                               |                                                      |
| 2                                                       | Коляда Наталія Анатолівна       | 01.11.2010            | вища    | член Партії регіонів                          | тимчасово не працює                                  |
| 6                                                       | Шапарний Іван Іванович          | 01.11.2010            | середня | член Партії регіонів                          | тимчасово не працює                                  |
| 9                                                       | Шеремет Любов Михайлівна        | 01.11.2010            | вища    | член Партії регіонів                          | тимчасово не працює                                  |
| 13                                                      | Зінченко Любов Анатолівна       | 01.11.2010            | вища    | член Партії регіонів                          | Галайбинська загальноосвітня школа І-ІІ ст., вчитель |
| 14                                                      | Сутченко Валентина Валеріївна   | 01.11.2010            | середня | член Партії регіонів                          | Галайбинська загальноосвітня школа І-ІІ ст., кухар   |
| 15                                                      | Дейнека Олександр Володимирович | 01.11.2010            | середня | член Партії регіонів                          | тимчасово не працює                                  |
| Політична партія Всеукраїнське об'єднання «Батьківщина» |                                 |                       |         |                                               |                                                      |
| 3                                                       | Мелешко Любов Василівна         | 01.11.2010            | середня | член Всеукраїнського об'єднання «Батьківщина» | Височанський БК, директор                            |
| 8                                                       | Ушкаленко Людмила Яківна        | 01.11.2010            | вища    | позапартійна                                  | СТОВ «Доч Хліб», начальник виробництва               |
| 12                                                      | Нестеренко Микола Іванович      | 01.11.2010            | середня | член Всеукраїнського об'єднання «Батьківщина» | тимчасово не працює                                  |
| Політична партія «Наша Україна»                         |                                 |                       |         |                                               |                                                      |
| 7                                                       | Іваницька Ольга Іванівна        | 01.11.2010            | вища    | позапартійна                                  | Височанська сільська рада, бухгалтер                 |
| Політична партія «Сильна Україна»                       |                                 |                       |         |                                               |                                                      |
| 10                                                      | Поповка Надія Григорівна        | 01.11.2010            | середня | член Політичної партії «Сильна Україна»       | тимчасово не працює                                  |